# Otto Bräutigam
Otto Bräutigam (* 14. Mai 1895 in Wesel; † 30. April 1992 in Coesfeld) war ein deutscher Diplomat und Jurist, der während der Zeit des Nationalsozialismus sowohl im Auswärtigen Amt als auch im Reichsministerium für die besetzten Ostgebiete (RMfdbO) von Alfred Rosenberg in leitenden Positionen gearbeitet hat. Bräutigam wusste nicht nur vom Holocaust, sondern war in diesen involviert. In der Nachkriegszeit erhielt er erneut eine Anstellung im Auswärtigen Amt und wurde 1954 Leiter von dessen Ostabteilung.

## Juristische Laufbahn

### Früher Eintritt in das Auswärtige Amt
Otto Bräutigam wurde als Sohn eines Landgerichtsdirektors in Wesel geboren. Nach dem Besuch des Realgymnasiums in Duisburg studierte er zwischen 1913 und 1914 in Grenoble, Oxford und Straßburg Jura. Während des Ersten Weltkriegs nahm er bei der Feldartillerie an Kämpfen an der Westfront teil, zuletzt als Oberleutnant. Einer seiner Regimentskameraden war der spätere „Reichspressechef“ Jacob Otto Dietrich (1897–1952). In den Anfangsjahren der Weimarer Republik, zwischen 1918 und 1919, schloss er sein Studium in Münster mit dem Staatsexamen ab. Seit dem Studium war er Mitglied der katholischen Studentenverbindungen KStV Markomannia Münster und KStV Frankonia-Straßburg Frankfurt am Main im KV. Nach dem Studium absolvierte ein Referendariat am Amtsgericht Coesfeld. Bereits im Jahre 1920 bekam er eine Anstellung im Auswärtigen Amt (AA), wo er zunächst in der handelspolitischen Abteilung tätig war. Zuletzt arbeitete er dort als „Ruhreinbruchsreferent“ (vgl. Ruhrbesetzung). 1922 promovierte er an der Universität Gießen zum Dr. iur. Das Thema seiner Dissertation war Der Wahrheitsbeweis bei Beleidigungen und sein Verhältnis zur Schuldfrage. Danach folgten Tätigkeiten in verschiedenen Generalkonsulaten, so beispielsweise 1923 in Tiflis, 1924 in Baku, 1925 in Charkow und 1927 in Odessa.

### Kennenlernen von Alfred Rosenberg
Schon 1925 während seiner Zeit in Charkow machte Bräutigam Bekanntschaft mit dem späteren NS-Chefideologen Alfred Rosenberg sowie dessen späterem hauptberuflichen Mitarbeiter des Außenpolitischen Amts der NSDAP (APA) und Leiter der „Ostabteilung“ im Reichsministerium für die besetzten Ostgebiete (RMfdbO), Georg Leibbrandt. Der Schwarzmeerdeutsche Leibbrandt stammte aus der Nähe von Odessa. Leibbrandt, Rosenberg und Bräutigam lagen völlig auf einer politischen Linie. Im Jahre 1928 wurde Bräutigam in die Deutsche Botschaft Moskau versetzt. 1930 wurde er Leiter der Abteilung „Wirtschaft – Russland“ im AA.

## Zeit des Nationalsozialismus

### Verhältnis zur NSDAP
Bräutigam sympathisierte wie viele Konservative mit den antidemokratischen und außenpolitischen Vorstellungen des Nationalsozialismus. Er war ebenfalls antisemitisch eingestellt. So hielt er 1933 die diskriminierenden Maßnahmen gegen Juden in Deutschland durchaus für gerechtfertigt. Noch 1968 sprach er davon, dass diese Diskriminierungen 1933 nur deswegen politisch unklug gewesen seien, weil sie Gegenreaktionen des einflussreichen „Weltjudentums“ provoziert hätten. 1935 folgte eine längere Russlandreise im Auftrag des AA. 1936 wurde Bräutigam in die Deutsche Botschaft Paris versetzt. Von Botschafter Johannes Graf von Welczeck bekam er unter anderem die Aufgabe, die Kontakte zur Landesgruppe Frankreich der NSDAP unter deren Leiter, dem Hamburger Kaufmann und ab Juni 1941 als Generalkonsul an der Botschaft tätigen Rudolf Schleier, zu halten. Bräutigam trat zum 1. Oktober 1936 in die NSDAP ein (Mitgliedsnummer 3.752.095). In Paris machte er erstmals Bekanntschaft mit dem NSDAP-Gauleiter Alfred Meyer, der ebenfalls später im RMfdbO arbeitete und zudem Teilnehmer an der Wannseekonferenz war. 1939 kehrte Bräutigam in das Auswärtige Amt zurück und arbeitete im Grundsatzreferat der handelspolitischen Abteilung. Im Jahr 1941 wurde Bräutigam als Mitglied der Ortsgruppe „Braunes Haus“ der NSDAP geführt.

### Verbindung zum OKW und OKH
Mit Kriegsbeginn wurde Bräutigam Verbindungsmann des Auswärtigen Amtes zu General Georg Thomas, dem Leiter des Wirtschafts- und Rüstungsamtes im Oberkommando der Wehrmacht (OKW). Im November 1939 wurde er zudem zur Haupttreuhandstelle Ost (HTO) abgeordnet. Berufen wurde er von dem Leiter der Treuhandstelle, Max Winkler (1875–1961). Ab 15. Juli 1940 fungierte er als Generalkonsul des AA in Batum. Am 21. März 1941 wurde Bräutigam wegen der Planung des Krieges gegen die Sowjetunion aus dem Generalkonsulat Batum nach Berlin zurückbeordert. Gegenüber den Sowjetbehörden wurde ein Urlaub vorgetäuscht. In Berlin wurde er Mitglied des „Russlandkomitees“ des AA.
Anfang Mai 1941 wurde der Russlandexperte Bräutigam auf Veranlassung Hitlers vom AA dauerhaft zur Dienststelle Rosenberg abkommandiert. Dort wurde er unter Leibbrandt mit der Planung der Besatzungsverwaltung der Gebiete befasst, die Deutschland erobern wollte. Gebiete, die nicht direkt an der Front liegen würden, sollten einer zivilen Verwaltung unterstehen. Diese Verwaltung sollte das Rosenberg unterstehende, neu zu schaffende RMfdbO sein. Diesem sollten die Reichskommissariate Ostland, Ukraine, Russland, Kaukasien und Turkestan unterstehen. Am 22. Juni 1941 begann der deutsche Überfall auf die Sowjetunion. Mit Beginn des „Russlandfeldzuges“ wurde Bräutigam Verbindungsoffizier der Dienststelle Rosenberg zum Befehlshaber der Militärverwaltung im Oberkommando des Heeres (OKH). Sein erster Dienstort wurde ein Hauptquartier des OKH, Codename Maybach I etwa 30 km südlich von Berlin bei Wünsdorf. Bräutigam betrachtete den Kriegsausbruch nicht nur als ein unvermeidbares politisches Schicksal, sondern er brachte regelrecht seine Freude zum Ausdruck. In sein Tagebuch schrieb er:

„Ausbruch des Krieges mit der Sowjetunion. Nun war sie endlich gekommen, die Auseinandersetzung mit dem Bolschewismus. Sie musste kommen, wenn eine endgültige Befriedung und Neuordnung Europas herbeigeführt werden sollte. Für die meisten bedeutete der Ausbruch des Krieges eine große Überraschung, da die Tarnung bis zur letzten Minute durchgeführt worden war.“

Mit dem Vorrücken der deutschen Truppen wurde das Hauptquartier des „OKH“ nach Mauerwald in Ostpreußen verlegt und das Führerhauptquartier Wolfsschanze in die Nähe. Bräutigam war in Mauerwald stationiert. Am 15. Juli empfing er dort Rosenberg am Flugplatz und brachte ihn zur Wolfsschanze, wo sie sich mit Hitler, Keitel, Otto Dietrich, Jodl, Bormann, General Bodenschatz von der Luftwaffe, SS-Oberstgruppenführer Wolff als Vertreter Himmlers, dem Gesandten Hewel aus dem AA und anderen zum Essen trafen. In einer späteren Besprechung am 15. und 16. Juli zwischen Hitler, Keitel, Bormann, Göring und Rosenberg wurden die Einzelheiten des neuen Reichsministeriums für die besetzten Ostgebiete festgelegt. Am 16. Juli 1941 wurde Rosenberg im Führerhauptquartier in Gegenwart Bräutigams zum „Reichsminister für die besetzten Ostgebiete“ ernannt. Rosenberg ließ sich auch seine Kommissare von Hitler bestätigen. Am 26. Juli 1941 stellte sich Hinrich Lohse im Führerhauptquartier Hitler vor. Erich Koch, der Gauleiter von Ostpreußen, wurde Rosenberg von Göring aufgedrängt. Bräutigam fuhr nach Königsberg, um Erich Koch zu besuchen und ihn in die Pläne Rosenbergs einzuweihen. Aber Koch war zum Reichsmarschall Göring verreist. Erich Koch, der in zahlreiche Kriegsverbrechen verstrickt war, wurde nur wenige Tage später – am 1. August 1941 – zum Zivilkommissar und später zum Chef der Zivilverwaltung im Bezirk Bialystok und außerdem zum Reichskommissar des Reichskommissariat Ukraine ernannt.
Am 11. Dezember 1941 erklärten Deutschland und Italien den Vereinigten Staaten den Krieg. An der Sitzung des Deutschen Reichstags, die der Kriegserklärung an diesem Tag vorausging, hatte Bräutigam teilgenommen.
Am 21. Dezember 1941 hielt sich Bräutigam erneut im Führerhauptquartier auf. Dort hielt er eine Unterredung mit H. von Tippelkirch und Major Andreas Meyer-Mader. Letzterer stellte zu diesem Zeitpunkt unter General Ernst-August Köstring aus kaukasischen Kriegsgefangenen und solchen der Turkvölker ein „Turkbataillon 450“ auf, das er nach deutschem Vorbild wie ein Freikorps führte und das im Kampf gegen so genannte „Partisanen“ (zumeist ein verschleierndes Wort für „Juden“) raubend und mordend durch die Gegend zog.
Bräutigam wurde am 14. Mai 1942, an seinem 47. Geburtstag, das Kriegsverdienstkreuz verliehen. Im November 1942 wurde er, der bereits vor Monaten von Rosenberg im Hinblick auf Kaukasusfragen Vollmachten erhalten hatte, Verbindungsoffizier des Ostministeriums zur Heeresgruppe A. Diese Heeresgruppe war mit der Eroberung des Kaukasus beauftragt worden. Nach der Niederlage der Wehrmacht in der Schlacht von Stalingrad floh Bräutigam in Richtung Ukraine, um anschließend erneut ins RMfdbO zurückzukehren.
Nach dem Attentat-Versuch auf Hitler wurde Bräutigam im August 1944 zu den Volksgerichtshofprozessen gegen die Leute des 20. Juli delegiert.

### Tätigkeit im Ostministerium
Am 11. April 1941, wenige Wochen vor dem militärischen Angriff auf die Sowjetunion, fertigte Rosenberg in seinem Landhaus in Mondsee eine Zeichnung an, in der er die Stellenbesetzungen für die Zentralbehörde des Reichsministeriums für die besetzten Ostgebiete (RMfdbO) skizzierte. Für Bräutigam sah Rosenberg die Leitung einer Abteilung vor, die er dort mit „politische Abteilung“ bezeichnet hatte. Im Mai 1941 wurde Bräutigam zur Dienststelle Rosenberg abkommandiert. Gleichzeitig wurde er auf Vorschlag von Georg Leibbrandt Verbindungsmann des AA zum RMfdbO von Rosenberg. Das RMfdbO, welches das ehemalige Gebäude der jugoslawischen Gesandtschaft in der Rauchstraße 17/18 in Berlin bezog, war zu diesem frühen Zeitpunkt noch in seinem Entstehungsprozess. Otto Bräutigam hatte sich an den Planungen für den Aufbau des RMfdbO beteiligt. Generell ging es Bräutigam dabei um die „Neugestaltung des europäischen Ostens“ und um die Ausrottung des Kommunismus. (Hierbei muss beachtet werden, dass die „Ausrottung des Kommunismus“ im Verständnis von Alfred Rosenberg die „Ausrottung des Judentums“ bedeutete. Rosenberg, der der unmittelbare Vorgesetzte von Bräutigam in dieser Zeit gewesen ist und dessen Rassenideologie und Taten Bräutigam strikt folgte, hatte diese feste Assoziationskette bereits in seinen Jugendschriften festgelegt und bis zu seinem Tod beibehalten.)
Insbesondere arbeitete er in der Nachfolgezeit im Auftrag von Rosenberg – zusammen mit Leibbrandt und dem Außenpolitischen Amt der NSDAP (APA) – einen Verwaltungsplan und eine Gliederung der zu besetzenden Ostgebiete aus. Am 11. Juni 1941, auf den Tag genau zwölf Jahre nach dem Tod seiner Mutter, begann Otto Bräutigam mit seinen kurzen, häufig notizartigen Tagebuchaufzeichnungen und setzte diese bis zum 27. Dezember 1942 fort. Gleich zu Beginn dieser Aufzeichnungen schrieb er: „Ich arbeite, vom Auswärtigen Amt beurlaubt, in der Dienststelle Rosenberg. Wir bereiten große Ereignisse vor.“
Der Planung des Feldzugs als extremem Ausbeutungs- und Hungerkrieg, wie er in den wirtschaftspolitischen Richtlinien, der sogenannten Grünen Mappe vom Juni 1941, vorgesehen war, widersprach Bräutigam ausdrücklich. Er setzte auf die Gewinnung von kooperationswilligen Verbündeten der sowjetischen Minderheiten, die gegen Russland und die sowjetische Zentrale in Moskau eingestellt waren und wandte sich dagegen, diese Völker im Sinne der nationalsozialistischen Rassentheorie als minderwertig zu behandeln. Gemäß dieser Zielsetzung erreichte er in einer Besprechung bei Hermann Reinecke zur Selektionspraxis in den Kriegsgefangenenlagern, so der Historiker Christian Streit, „in einigen Punkten eine genauere Definition der ‚Gegner’-Kategorien und eine Abschwächung“. Bräutigam forderte schon im August 1941 eine bessere Behandlung der sowjetischen Kriegsgefangenen im Gewahrsam der Wehrmacht, da man nur so die dringend erforderliche Unterstützung der Bevölkerung in den besetzten Gebieten gewinnen könne.
Am 12. November 1941 wurde die Ernennung Alfred Rosenbergs zum Reichsminister für die besetzten Ostgebiete der deutschen Öffentlichkeit bekannt gegeben. Bräutigam wurde nach Berlin zurückversetzt und Leiter der Abteilung „Allgemeine Politik“ im Ostministerium. Hier war er nach Rosenberg, Alfred Meyer und Leibbrandt der viertwichtigste Mann. Neben seiner Position als Stellvertreter Leibbrandts war er Leiter der „Zentrale für die politische Unterstützung der Kriegführung im Osten“, die mit dem Wehrmachtpropagandaamt, dem Propagandaministerium und dem Reichssicherheitshauptamt zusammenarbeitete. Unmittelbar unterstellt war ihm u. a. der spätere Verfasser des sogenannten Gaskammerbriefes, sein „Referent für Judenangelegenheiten“ Erhard Wetzel. Der Brief gilt als das bislang früheste schriftliche Zeugnis der Verbindung zwischen der „Euthanasie“-Aktion T4 und der systematischen Vernichtung der Juden in Europa.
In einem auf den 28. Februar 1942 datierten Brief Rosenbergs an OKW-Chef Wilhelm Keitel, der ausweislich des Aktenzeichens von Bräutigam verfasst wurde, wird die durch Aushungerung, Misshandlungen und Ermordungen charakterisierte Behandlung der sowjetischen Kriegsgefangenen kritisiert:
„Das Schicksal der sowjetischen Kriegsgefangenen in Deutschland ist […] eine Tragödie größten Ausmaßes. Von den 3,6 Mio sind heute nur einige hunderttausend noch arbeitsfähig. Ein großer Teil ist verhungert […] An die Spitze der Forderungen ist zu stellen, dass die Behandlung der Kriegsgefangenen nach den Gesetzen der Menschlichkeit und entsprechend der Würde des Deutschen Reiches zu erfolgen hat.“
Im Frühjahr 1942 veröffentlichte er seine Schrift „Die Landwirtschaft in der Sowjetunion“. Und am 3. Februar 1942 sprach er mit Erich Koch, dem Reichskommissar für das Reichskommissariat Ukraine, über die Agrarpolitik in den besetzten Ostgebieten. Nicht zuletzt im RMfdbO war seine Karriere von Erfolg gekrönt: Am 21. Mai 1942 wurde er zum Ministerialdirigenten ernannt und Bevollmächtigter von Alfred Rosenberg für Fragen um den Themenkomplex Kaukasus.
Mit seinem politischen Ansatz, große Teile der Bevölkerung, die es gelte für die Interessen der Besatzer zu gewinnen, schonender zu behandeln, geriet Bräutigam in scharfen Gegensatz zum Reichsführer SS, Heinrich Himmler. Himmler beschwerte sich am 16. Juni 1943 in einem Schreiben an Ribbentrop über Bräutigam:
„Es ist mir berichtet worden, dass der vom Auswärtigen Amt zu Ihnen abgeordnete Generalkonsul Dr. Bräutigam eine Ostpolitik vertritt, die ich nicht anders als eine Humanitätsduselei bezeichnen kann. […] Generalfeldmarschall von Kleist habe dem Führer gegenüber geltend gemacht, daß der von ihm unterzeichnete Befehl der Heeresgruppe A maßgeblich auf Herrn Bräutigam persönlich zurückzuführen sei. Dieser Befehl enthält zahlreiche Vorschriften über die Behandlung der Bevölkerung in dem von dem Heer besetzten Gebieten der Ukraine. Hier kann man schon wirklich von einem Buhlen um die Gunst der Bevölkerung sprechen, wo doch nach Ansicht des Führers, die ich voll und ganz meinen Maßnahmen zugrunde gelegt habe, wir ausschließlich als Herrenmenschen im Osten aufzutreten haben.“
Anfang 1943, nach den Kriegsereignissen in Stalingrad, war Bräutigam aus der Ukraine zurückgekehrt ins RMfdbO. Kurze Zeit später, nach der Entlassung seines Vorgesetzten Georg Leibbrandt, arbeitete er von nun an mit dessen Nachfolger, SS-Obergruppenführer Gottlob Berger und dessen Adjutanten Fritz Arlt, zusammen. Bräutigam leitete seit diesem Zeitpunkt die „Führungsgruppe I. Allgemeines“ im RMfdbO und in dieser Funktion die „Zentralstelle für die Angehörigen der Völker des Ostens“. Kurz vor dem Ende des Nationalsozialismus, am 14. Januar 1945, schied Bräutigam aus dem RMfdbO aus. Von da an arbeitete er wieder für das Auswärtige Amt, in dessen wirtschaftspolitischer Abteilung er das Wirtschaftsreferat „Ferner Osten“ leitete. Ende Februar 1945 zog er mit dieser Abteilung von Berlin nach Blankenheim in Thüringen um.

### Beteiligung am Holocaust
Otto Bräutigam war über die systematische Ermordung der Juden in Europa nicht nur genau informiert, sondern in diese an mitverantwortlicher Stelle eingebunden. Am 11. Juli 1941 schrieb Bräutigam über seinen Besuch in Kowno:

„Unter unserer stillschweigenden Duldung wurden zahlreiche Judenpogrome von der litauischen Hilfspolizei durchgeführt. Im Übrigen wurden die Juden, deren Kleidung mit einem gelben Stück Stoff auf dem Rücken versehen war, zu Arbeitskolonnen zusammengestellt.“

Am 11. August 1941 besuchte Bräutigam Riga, die ehemalige Studienstadt von Alfred Rosenberg. Er notierte:

„Von einer Freude über die Niederwerfung des Bolschewismus oder von Sympathie für die Befreier war wenig zu spüren. Besonders fielen im Straßenbild die Juden auf, die alle einen großen gelben Stern auf der Brust trugen.“

Am 25. August 1941 nahm Bräutigam an einer Sitzung beim Generalquartiermeister Eduard Wagner teil. Auf dieser Konferenz ließ der in der Ukraine agierende Höhere SS- und Polizeiführer Friedrich Jeckeln mitteilen, dass er die Liquidierung aller Juden in Kamenez-Podolsk durchführen werde. Dieses Massaker von Kamenez-Podolsk fand vom 26. bis 28. August 1941 statt und forderte rund 23.600 Todesopfer.
Am 14. September 1941, einen Tag, bevor mit dem Judenkodex die Nürnberger Gesetze in der Slowakei eingeführt wurden, notierte er:

„Kalinin hatte angeordnet, dass alle Wolgadeutschen nach Sibirien zu verschicken seien. Offenbar fürchtete man, sie im Herzen der Sowjetunion zu belassen und wollte sie auch einem etwaigen späteren Zugriff durch uns entziehen. Von dem traurigen Schicksal, verbannt zu werden, sollten 400 000 Personen erfasst werden. Dabei war es klar, dass der größte Teil die Verbannung oder gar schon den Transport nicht überleben würde. Als Gegenmaßnahme war vom Reichsleiter [Alfred Rosenberg] die Verschickung aller Juden Zentraleuropas in die östlichen, unter unserer Verwaltung stehenden Gebiete in Aussicht genommen, und ich hatte telegraphisch den Auftrag erhalten, die Zustimmung des Führers zu diesem Projekt herbeizuführen.“

Bräutigam hielt für diesen Tag ferner fest:

„Ich unterhielt mich kurze Zeit mit General d.Fl. Bodenschatz und wurde dann an General Jodl gewiesen, der die Sache aber auch von sich abzuwimmeln suchte und meinte, die Zuständigkeit des Auswärtigen Amtes sei gegeben. Im Übrigen würde die Durchführung des Projektes an den Transportschwierigkeiten scheitern. Schließlich entdeckte ich Oberst Schmundt, und zu meiner großen Überraschung bat er sich die Aufzeichnungen sofort aus mit den Worten, daß sie eine sehr wichtige und dringliche Angelegenheit sei, für die sich der Führer sehr interessiere. Er würde mir Nachricht geben. Froh, mich meines Auftrages entledigt zu haben, fuhr ich nach Hause.“

Einen Tag später, am 15. September 1941, begann sich Bräutigam noch einmal für Rosenbergs Vorschlag zu interessieren, den er bereitwillig an Hitler weitergegeben hatte. Er schrieb:

„Ich interessierte mich für das Schicksal des Vorschlages des Reichsleiters und rief dementsprechend bei Oberst Schmundt an. Dieser verband mich mit Generalfeldmarschall Keitel, der mir mitteilte, daß der Führer befohlen hatte, zunächst die Stellungnahme des Auswärtigen Amtes einzuholen. Ich rief also bei Hewel an, der aber durch Baron Steengracht vertreten wurde. Dieser verwies mich an Gesandten v.Rintelen, der mir erklärte, daß v.Ribbentrop sich noch nicht geäußert habe, sondern die Angelegenheit persönlich mit dem Führer besprechen wolle.“

Der Eintrag macht deutlich, dass sich Bräutigam zu diesem Zeitpunkt nur für mögliche Transportschwierigkeiten von Tausenden von Menschen interessierte. Skrupel gab er selbst in seinen privaten Aufzeichnungen nicht zu erkennen.
Am 31. Oktober 1941 schrieb Georg Leibbrandt, Leiter der Politischen Abteilung des RMfdbO, einen Brief an Hinrich Lohse, Reichskommissar im Ostland. Darin ist zu lesen: „Von Seiten des Reichs- und Sicherheitshauptamtes wird Beschwerde darüber geführt, dass der Reichskommissar Ostland Judenexekutionen in Libau untersagt habe. Ich ersuche in der betreffenden Angelegenheit um umgehenden Bericht. Im Auftrag gez. Dr. Leibbrandt. (Abteilungsleiter II).“ 15 Tage später, am 15. November 1941, schickte Lohse ein Antwortschreiben an Leibbrandt, in dem er schrieb, dass er „die wilden Judenexekutionen in Libau untersagt“ habe, „weil sie in der Art ihrer Durchführung nicht zu verantworten waren“. Und Lohse fragte: „Ich bitte, mich zu unterrichten, ob Ihre Anfrage vom 31. Oktober als dahingehende Weisung aufzufassen ist, dass alle Juden im Ostland liquidiert werden sollen? Soll dieses ohne Rücksicht auf Alter und Geschlecht und wirtschaftliche Interessen (zum Beispiel der Wehrmacht an Facharbeitern in Rüstungsbetrieben) geschehen?“ Am 18. Dezember 1941 folgte Otto Bräutigams Antwort, er schrieb an Lohse:

„In der Judenfrage dürfte inzwischen durch mündliche Besprechungen Klarheit geschaffen sein. Wirtschaftliche Belange sollen bei der Regelung des Problems grundsätzlich unberücksichtigt bleiben. Im Übrigen wird gebeten, auftauchende Fragen unmittelbar mit dem höheren SS- und Polizeiführer zu regeln. Im Auftrag gez. Bräutigam.“

In diesem Schreiben, das auf dem Briefpapier des „Reichsministers für die besetzten Ostgebiete“ (Alfred Rosenberg) verfasst wurde, sprach sich Bräutigam nach Auffassung des Historikers Ernst Piper für die Ermordung von jüdischen Menschen aus. Der Historiker Heinz Schneppen widerspricht einer Deutung dieses von Bräutigam unterzeichneten Schreibens als „Auftrag zur Fortsetzung von Greueltaten“, wie sie häufig anzutreffen sei. Vielmehr sei Lohse zwischenzeitlich schon von Rosenberg und dem Höheren SS- und Polizeiführer Jeckeln über die angestrebte „Endlösung“ informiert worden und Bräutigams Schreiben habe die bereits erledigte schriftliche Anfrage lediglich der Form halber und unter Bezugnahme auf die bereits mündlich erfolgten Besprechungen büromäßig abgeschlossen. Noch am selben Tag, ebenfalls am 18. Dezember 1941, verfasste Rosenberg einen Aktenvermerk an Hitler, in dem es heißt:

„Die Attentate auf deutsche Wehrmachtsangehörige haben nicht aufgehört, sondern werden fortgesetzt. Es tritt hier ein eindeutiger Plan in Erscheinung, die deutsch-französische Zusammenarbeit zu stören, Deutschland zu Vergeltungsmaßnahmen zu zwingen und damit eine neue Abwehr seitens der Franzosen Deutschland gegenüber hervorzurufen. Ich rege beim Führer an, doch an Stelle von 100 Franzosen jeweilig 100 oder mehr jüdische Bankiers, Rechtsanwälte usw. erschießen zu lassen.“

Die Haltung des RMfdbO, wie sie in den Worten von Bräutigam und dessen Vorgesetzten Rosenberg seit diesem Zeitpunkt zum Ausdruck gebracht wurde, spricht eine deutliche Sprache: Im Rahmen der Utopie des „Generalplans Ost“ wurde vom RMfdbO primär nicht eine geschlossene staatliche und souveräne Gruppe als Feind betrachtet, sondern auf politisch-religiöser Grundlage die gesamte jüdische Bevölkerung in den besetzten Ostgebieten. Und Bräutigam hatte sich der Rassenideologie von Rosenberg, die diesem Handeln zugrunde lag, auf diese Weise bedingungslos angeschlossen.
Am 29. Januar 1942, acht Tage nach der Wannseekonferenz, fand die erste Folgekonferenz in den Räumen des RMfdbO mit nachgeordneten Vertretern verschiedener Ministerien, der Parteikanzlei sowie des Oberkommandos der Wehrmacht statt. Otto Bräutigam leitete diese Sitzung. Ziel dieser Sitzung war es, die auf der Wannseekonferenz gefassten Beschlüsse inhaltlich zu füllen und rechtlich zu präzisieren. Sämtliche Vertreter des RMfdbO, das allein mit 8 von den insgesamt 16 Männern an der Konferenz teilnahm, wollten die „Judenfrage“ auf rigideste Art „gelöst“ haben. Der Juden-Begriff, so das RMfdbO, dürfte keinesfalls „zu eng“ definiert werden. „Mischlinge“ müssten fortan als „Volljuden“ gelten und seien somit ebenfalls auszurotten. Diese Vorschläge wurden am Ende der Sitzung durchgesetzt.
Einen Tag später, am 30. Januar 1942, erklärte Hitler im Berliner Sportpalast: „Wir sind uns dabei im klaren darüber, dass der Krieg nur damit enden kann, dass entweder die arischen Völker ausgerottet werden oder dass das Judentum aus Europa verschwindet.“ Bräutigam war persönlich zu dieser Rede eingeladen worden.

## Nachkriegszeit
Im Dezember 1944 hatte sich Otto Bräutigam aus dem RMfdbO verabschiedet. Nach dem Krieg, ab Sommer 1945, erhielt er zunächst „Automatic Arrest“ als „Ministerialbeamter“ im Lager Seckenheim, das sich im gleichnamigen Ortsteil auf der Gemarkung der Stadt Mannheim befand. Im März 1946 wurde er entlassen. Im Zusammenhang mit dem sogenannten „Wilhelmstraßen-Prozess“ gegen Ernst von Weizsäcker und andere wurde er von Vertretern der Anklagebehörde vernommen und gab am 6. Februar 1947 an, Reichskommissar Hinrich Lohse habe im Laufe des Sommers 1941 berichtet, in seinem Reichskommissariat würden „Judenliquidationen […] oft in grausamer Form“ durchgeführt, so dass er [Lohse] das Ostministerium bitte, „dafür zu sorgen, daß Gaswagen in sein Reichskommissariat zu diesem Zweck geschickt würden“; dabei habe Lohse den Begriff „Euthanasiewagen“ gebraucht. Von 1947 bis 1953 war Bräutigam als Leiter der politischen Auswertung in der Organisation Gehlen tätig, der Vorläufereinrichtung des Bundesnachrichtendienstes.

### Strafverfolgung
Erst im Jahre 1950 wurde unter dem Aktenzeichen 72 Ks 3/50 gegen Bräutigam ein Ermittlungsverfahren wegen des Verdachts des mehrfachen Mordes durch die Staatsanwaltschaft Nürnberg-Fürth eingeleitet. Wie auch zahlreiche andere Nationalsozialisten in dieser Zeit, wurde Bräutigam von diesem Gericht freigesprochen. Am 10. August 1950 wurde das Verfahren gegen ihn eingestellt. In der Urteilsbegründung der zweiten Strafkammer des Landgerichts Nürnberg-Fürth heißt es, „dass er die Judenvernichtungen nicht billigte, dagegen tat, was in seiner Macht stand, und dass er der SS verdächtig genug war, um überwacht zu werden“. Die Ankläger führten darüber hinaus zu seiner Entlastung an, dass Bräutigam als „Sowjet-Experte“ die Bergjuden im Kaukasus und die Karaiten vor der Verfolgung bewahrt habe, weil er der Meinung war, dass die beiden Stämme zwar zum jüdischen Glauben übergetreten, aber tatarischen Ursprungs seien.

### Wiedereinstellung im Auswärtigen Amt
Im Jahre 1953 wurde Otto Bräutigam erneut ins Auswärtige Amt berufen. Seine Wiedereinstellung verdankte er nicht zuletzt der Unterstützung der Organisation Gehlen, die sich beim Bundeskanzleramt für Bräutigam einsetzte und seine Berufung als „Beginn einer vielversprechenden Entwicklung der deutschen Ostpolitik“ pries. 1954 wurde er Ministerialdirigent und Leiter der Ostabteilung. Noch im selben Jahr veröffentlichte er die offensichtlich apologetische Schrift Überblick über die besetzten Ostgebiete während des 2. Weltkrieges (Studien des Instituts für Besatzungsfragen zu den deutschen Besetzungen im 2. Weltkrieg Nr. 3).
Im Januar 1956 verlangte der Parlamentarische Sekretär der SPD-Bundestagsfraktion, der Abgeordnete Walter Menzel, von Außenminister Heinrich von Brentano (CDU) eine Erklärung über Bräutigams NS-Vergangenheit. Bräutigam wurde daraufhin zunächst vom Auswärtigen Amt bis 1958 beurlaubt. Am 3. Juni 1957 erhielt das Auswärtige Amt ein Gutachten des ehemaligen Düsseldorfer Oberlandesgerichtspräsidenten Heinrich Lingemann. In dem Gutachten ist zu lesen:

„Die Tatsache, dass Dr. Bräutigam an der Judenverfolgung im Dritten Reich in keiner Weise beteiligt war und ihm kein Schuldvorwurf gemacht werden kann, ergibt sich aus den übereinstimmenden Aussagen sämtlicher vernommener Zeugen. Die Zeugen haben eindeutig und klar in übereinstimmender Weise bekundet, dass Dr. Bräutigam seiner ganzen Persönlichkeit und Einstellung nach unmöglich die ihm zur Last gelegten Anschuldigungen begangen und sich an der Verfolgung der Juden beteiligt haben kann. Die Zeugen versicherten in glaubwürdiger Weise, dass Dr. Bräutigam im Gegenteil alles in seiner Macht stehende getan hat, um den Judenverfolgungen des Dritten Reiches Einhalt zu gebieten und, wo nur irgend möglich, den verfolgten Juden und anderen Personen zu helfen und sie zu unterstützen.“

Im Jahre 1958, nach seiner vorgeblichen „Rehabilitation“, nahm Otto Bräutigam seine Tätigkeit im Auswärtigen Amt wieder auf. Bräutigam wurde zum Generalkonsul der Bundesrepublik Deutschland in Hongkong ernannt. Dort war er bis 1960 tätig.
Im August 1959 erhielt Otto Bräutigam das Große Bundesverdienstkreuz. Wenige Monate später, im Jahre 1960, wurde er pensioniert. Er starb am 30. April 1992. Seit 1988 sind Personalakten des Auswärtigen Amts dann zugänglich, wenn sie älter als 30 Jahre sind. 30 Jahre müssen zudem seit dem Tod von ehemaligen Mitarbeitern vergangen sein. Daraus folgt, dass erst ab dem 30. April 2022 Einsicht in seine Akten genommen werden kann.

### Das Kriegstagebuch von Bräutigam
Am 1. März 1956, kurz nachdem die Diskussion um die NS-Vergangenheit von Otto Bräutigam in der deutschen Öffentlichkeit begann, veröffentlichte der Ausschuß für deutsche Einheit in der DDR sein Kriegstagebuch. Am 21. März 1956 äußerte sich Der Spiegel unter dem Titel Es gab Gänsebraten insgesamt eher enttäuscht über die Inhalte des Tagebuchs. Der Spiegel-Autor kritisierte zunächst, dass Bräutigam öfters das tägliche Essen in der Kriegszeit erwähnte, zitierte aber auch einige ihm „weniger harmlos“ erscheinende Einträge – allerdings im Detail unkommentiert und somit unreflektiert. Mit ausschließlichem Blick auf das Tagebuch kam er zu dem Schluss:

„So wenig eine politische oder kriminelle Belastung gegen Otto Bräutigam aus diesem Tagebuch zu konstruieren ist, so wenig kann er es zu seiner Entlastung verwenden.“

Erst 1987 wurden in Zusammenarbeit mit dem Hamburger Institut für Sozialforschung die Kriegs-Tagebucheinträge von Otto Bräutigam in der Bundesrepublik Deutschland veröffentlicht (11. Juni 1941 bis zum 27. Dezember 1942).

### Bräutigam in der öffentlichen Diskussion
Nachdem Heinrich von Brentano eine Erklärung über Bräutigams NS-Vergangenheit gefordert hatte, beauftragte er im Frühjahr 1956 den Oberlandesgerichtspräsidenten i. R. Dr. h. c. Heinrich Lingemann, einen sechsundsiebzigjährigen Mann im Ruhestand, mit der Untersuchung des Falles. Die Presseberichte beantwortet Bräutigam schon Ende Januar mit einer zweibändigen Denkschrift, die er u. a. der F.A.Z. und dem Spiegel zur Auswertung überließ. Die F.A.Z. schrieb daraufhin:

„Schließlich führt Bräutigam Beispiele zum Beweis dafür an, dass er geplante Maßnahmen gegen jüdische Gruppen in der Sowjetunion verhindert, nie Antisemit gewesen sei, mit Juden stets freundschaftliche Beziehungen gehabt habe und wegen ‚judenfreundlicher Äußerungen’ in ein Verfahren verwickelt gewesen sei.“

Und am 4. Februar schrieb Walter Henkels in der F.A.Z.:

„Es ist wohl kaum zu viel gesagt, wenn behauptet wird, die meisten Beamten und neuerdings auch die Soldaten im Bundesverteidigungsministerium seien ‚Ehemalige‘ … Ächzend unter der Last der Kameradschaft lächeln sie sich listig zu, wenn sie sich in den langen Korridoren begegnen… Im Auswärtigen Amt flüstert man ähnliche Dinge. Den Rest bei den übrigen Bundesbehörden kann man sich denken.“

Beispielhafter Ausdruck des Meinungsklimas in der noch jungen Bundesrepublik Deutschland ist auch ein Spiegel-Artikel über Hans Globke vom 4. April 1956, in dem eine Äußerung aus einer Radiobotschaft des Bundeskanzlers Konrad Adenauer zitiert wurde. Darin heißt es: „In immer stärkerem Maße werden Persönlichkeiten des öffentlichen Leben öffentlich angegriffen und herabgesetzt. … Böse Erinnerungen an die Weimarer Zeit werden wach, in der vor der Verunglimpfung maßgebender Persönlichkeiten nicht haltgemacht wurde.“ Am 2. Oktober 1956, rund vier Monate nachdem das Lingemann-Gutachten an das Auswärtige Amt übergeben wurde, wurde die Öffentlichkeit über dessen Existenz informiert. Das geschah zunächst in der Hannoverschen Allgemeinen Zeitung am 2. Oktober; es folgten SPIEGEL-Artikel am 10. Oktober und 20. November.
1962 hielt Bräutigam einen Vortrag vor dem Düsseldorfer Industrieclub. Anschließend publiziert er diesen Vortrag unter dem Titel Chinas Stellung in der Weltpolitik unter besonderer Berücksichtigung der wirtschaftlichen Gegebenheiten. 1968 veröffentlichte er dann seine Schrift So hat es sich zugetragen – Ein Leben als Soldat und Diplomat.
Am 24. Mai 1982 wurde Otto Bräutigams Neffe, Staatssekretär Hans Otto Bräutigam, Leiter der Ständigen Vertretung der Bundesrepublik Deutschland in der DDR. Noch zu diesem Zeitpunkt sind mangelhafte biografische und ideologiekritische Kenntnisse bezüglich Otto Bräutigams nachweisbar. Nachdem sein Neffe das neue politische Amt besetzt hatte, meldete die Frankfurter Rundschau, dass dieser „aus einer alten Diplomatenfamilie“ stamme: „Sein Onkel war ein namhafter Russlandspezialist.“
1999 veröffentlichte Christian Gerlach erstmals sein Buch Kalkulierte Morde. Darin charakterisierte er Bräutigam neben Rosenberg und Leibbrandt als einen Menschen, der mit „zu den aktivsten und fanatischsten Tätern, nicht selten zu den Strategen der Besatzungspolitik und der Massenmorde“ in der Zeit des Nationalsozialismus gehört habe.

## Persönliches
Verheiratet war Otto Bräutigam mit Gertrud Bräutigam (geb. Peters aus Berlin). Das Paar hatte zwei Söhne und eine Tochter. Ab dem 13. Juli 1941 wohnte Bräutigam in einem Haus in Berlin-Zehlendorf in der Kronprinzenallee, später dann in Coesfeld.

## Veröffentlichungen
- Die Landwirtschaft in der Sowjetunion. Stollberg, Berlin 1941 + 1942 (Otto Karl Stollberg Verlag. Die Bücherei des Ostraumes. Herausgegeben von Georg Leibbrandt)
- Überblick über die besetzten Ostgebiete während des 2. Weltkrieges (Studien des Instituts für Besatzungsfragen zu den deutschen Besetzungen im 2. Weltkrieg Nr. 3). Tübingen 1954.
- Aus dem Tagebuch eines Judenmörders: Weitere Dokumente über die Durchsetzung des Bonner Staatsapparates mit Verbrechern gegen d. Menschlichkeit. Ausschuß für Deutsche Einheit. Berlin 1956. Von neuem herausgegeben von s. u.
- Chinas Stellung in der Weltpolitik unter besonderer Berücksichtigung der wirtschaftlichen Gegebenheiten. Vortrag, Industrie-Club Düsseldorf, 1962.
- So hat es sich zugetragen …: Ein Leben als Soldat u. Diplomat. Holzner, Würzburg 1968.